# Rugby Lyons 2015-2016

## Eccellenza 2015-16

### Stagione regolare
| Incontro           | Andata | Ritorno |
| ------------------ | ------ | ------- |
| Lyons — Calvisano  | 13-26  | 13-19   |
| Fiamme Oro — Lyons | 48-7   | 29-16   |
| S.S. Lazio — Lyons | 20-16  | 22-16   |
| Lyons — San Donà   | 17-20  | 24-42   |
| Viadana — Lyons    | 45-0   | 11-6    |
| Lyons — Petrarca   | 9-26   | 7-79    |
| L’Aquila — Lyons   | 23-25  | 12-18   |
| Lyons — Mogliano   | 3-43   | 12-56   |
| Rovigo — Lyons     | 33-10  | 65-14   |

#### Risultati della stagione regolare
| Posizione | G  | V | N | P  | PF  | PS  | DP   | B | Pt |
| --------- | -- | - | - | -- | --- | --- | ---- | - | -- |
| 9ª        | 18 | 2 | 0 | 16 | 226 | 619 | -393 | 6 | 14 |

## Trofeo Eccellenza 2015-16

### Prima fase
| Incontro         | Andata | Ritorno |
| ---------------- | ------ | ------- |
| Lyons — San Donà | 10-41  | 10-47   |
| Viadana — Lyons  | 36-10  | 5-34    |

#### Risultati della prima fase
| Posizione | G | V | N | P | PF | PS  | DP   | B | Pt |
| --------- | - | - | - | - | -- | --- | ---- | - | -- |
| 3ª        | 4 | 0 | 0 | 4 | 35 | 158 | -123 | 0 | 0  |